# John Comyn (1150-1212)
Pour les articles homonymes, voir John Comyn.
John Comyn, né en 1150 en Grande-Bretagne et mort le 25 octobre 1212 à Dublin, est l’archevêque de Dublin de 1180 à sa mort. 

## Biographie
Aumônier d'Henri II, moine bénédictin de l'abbaye d'Evesham, il devient archevêque de Dublin en 1180 et réunit en 1186 un concile à Dublin. 
En 1189, il assiste au couronnement de Richard Ier. Il fait, en 1190, détruire l'église Saint-Patrick pour construire la future cathédrale Saint-Patrick. 
Il fonde en 1200 le couvent de la Grâce-Dieu entre Lusk et Swords. 
On lui doit l'ouvrage Hibernicum (1186). 